# Haley Tju
Haley Alexandra Tju (California meridionale, 15 febbraio 2001) è un'attrice statunitense, nota per il ruolo di Pepper nella serie Nickelodeon Bella e i Bulldogs.

## Biografia
La sua prima apparizione televisiva è stata in uno spot per Pizza Hut, e la sua prima performance televisiva in un episodio di Hannah Montana, quando aveva sette anni. È apparsa anche in Cory alla Casa Bianca, e Zack e Cody sul ponte di comando dove ha interpretato London Tipton da piccola. Può vantare piccoli ruoli anche in Desperate Housewives, Jessie, Go On e I Thunderman. Nel 2013, ha firmato un contratto con Nickelodeon dopo aver partecipato a uno show al Groundlings Theater di Los Angeles.
Il suo primo ruolo importante è stato come doppiatrice nella serie animata per bambini Mostri contro Alieni, dove dà la voce a Sqweep. Avanti, e ha il suo primo ruolo da protagonista in un film Nickelodeon. Il successo arrivò con la sua interpretazione della cheerleader Pepper Silverstein, nella serie televisiva Nickelodeon Bella e i Bulldogs.

## Filmografia

### Cinema
- Burning Palms , regia di Christopher B. Landon (2010)

### Televisione
- Hannah Montana - serie TV, 1 episodio (2008)
- Desperate Housewives - serie TV, 1 episodio (2009)
- Zack e Cody sul ponte di comando - serie TV, 1 episodio (2010)
- Fratello scout (Den Brother), regia di Mark L. Taylor – film TV (2010)
- Go On - serie TV, 2 episodi (2012-2013)
- Jessie - serie TV, 2 episodi (2013-2014)
- I Thunderman - serie TV, 2 episodi (2013)
- The Massively Mixed-Up Middle School Mystery - film TV (2015)
- Bella e i Bulldogs - serie TV, 39 episodi (2015-2016)
- Il mio amico è una bestia (Rufus), regia di Savage Steve Holland – film TV (2016)
- Il mio amico è una bestia 2 (Rufus 2), regia di Savage Steve Holland – film TV (2017)
- K.C. Agente Segreto - serie TV, 1 episodio (2017)
- Trinkets - serie TV, 2 episodi (2019)

### Doppiatrice
- Mostri contro alieni - serie animata, 18 episodi – Sqweep (2013-2014)

## Doppiatrici italiane
Nelle versioni in italiano delle opere in cui ha recitato, Haley Tju è stata doppiata da:
- Sara Labidi ne Il mio amico è una bestia, Il mio amico è una bestia 2
- Sara Ferranti in K.C. Agente Segreto